# Le straordinarie avventure di Adèle Blanc-Sec
Le straordinarie avventure di Adèle Blanc-Sec (Les Aventures extraordinaires d'Adèle Blanc-Sec) è una serie a fumetti realizzata dall'autore francese Jacques Tardi. È suddivisa in 10 parti, realizzate tra il 1976 e il 2022. Ha avuto una trasposizione cinematografica, Adèle e l'enigma del faraone, di Luc Besson. La storia è caratterizzata da una trama complessa e ricca di intrighi e colpi di scena.

## Storia editoriale
La prima avventura di Adèle è stata pubblicata a puntate sul quotidiano francese Sud Ouest, a colori e in bianco e nero, e in seguito raccolta in volume da Casterman. I tre successivi episodi sono stati pubblicati direttamente in volume, così come gli ultimi due, mentre Il segreto della salamandra, L'annegato a due teste e Tutti mostri! sono stati presentati inizialmente a puntate sulla rivista antologica À Suivre. In Italia i primi tre episodi sono stati pubblicati a puntate sulla rivista Alterlinus; nel 2010 e nel 2011 sono usciti due volumi editi da Rizzoli Lizard che raccolgono le prime otto storie. Gli episodi 9 e 10, al 2023, restano inediti in Italia.
1. Adèle e la bestia (Adèle et la bête, 1976)
2. Il demone della Torre Eiffel (Le démon de la tour Eiffel, 1976)
3. Lo scienziato pazzo (Le savant fou, 1977)
4. Mummie matte (Momies en folie, 1978)
5. Il segreto della salamandra (Le secret de la salamandre, 1981)
6. L'annegato a due teste (Le noyé à deux têtes, 1985)
7. Tutti mostri! (Tous des monstres!, 1994)
8. Il mistero degli abissi (Le mystère des profondeurs, 1998)
9. Il labirinto infernale (Le labyrinthe infernal, 2007)
10. Le bébé des Buttes-Chaumont (2022)

## Trama

### Adèle e la bestia
Parigi, 1911, Museo di Storia Naturale del Jardin Des Plantes. Un uovo di pterodattilo di 136 milioni di anni, improvvisamente, si schiude -controllata mentalmente dall'anziano professore Philippe Botardieu-. La creatura esce dal Museo e sparge terrore dappertutto. Il Presidente della repubblica, Armande Fallières, chiede ad un Ministro di affidare il caso a qualcuno con la grinta necessaria. Dopo una continua successione di gradi della polizia, il caso viene affidato all'ingenuo ma capace Ispettore Caponi. Intanto sono già stati promessi 5000 dollari americani a chiunque ucciderà o fotograferà l'animale.
Intanto, sul treno che da Lione porta a Parigi, una ragazza, Adèle Blanc-Sec, gira con due scagnozzi, Joseph e Albert. Intanto l'attenzione di un giovane ragazzo, Antonie Zborowsky, cade proprio su di lei. Adèle arriva al suo appartamento, a Parigi, con le sue personali guardie, che trasportano un baule con dentro una persona, Edith Rabat-Joie -il padre di quest'ultima ha messo a punto un congegno volante simile ad uno pterodattilo, e il piano della giovane Adèle è di arraffarsi i cinquemila dollari del concorso ricattando il padre di Edith a cedergli l'arnese, utilizzando la figlia di quest'ultimo come moneta di scambio-.
Intanto arriva, dall'Africa Equatoriale Francese, un cacciatore -Justin de St.Hubert-, il quale ha intenzione di uccidere lo pterodattilo -per aiutare la polizia francese-.
Nel frattempo Zborowsky aiuta, sempre al Museo del Jardin Des Plantes, il Professor Ménard a capire come sia risorta la bestia che terrorizza Parigi. La notte, però, un uomo viene ucciso dallo pterodattilo -questo, però, a differenza delle altre vittime, ha un pugnale conficcato nella schiena-.
Zborowsky, però, viene tormentato dalla figura di Adèle in sogno, e quindi decide di darle appuntamento proprio al Jardin des Plantes. Mentre attende Antonie, però, la giovane donna viene gettata da un individuo in una vasca piena di coccodrilli e acqua putrida. Viene soccorsa da un ometto innocuo, il professor Robert Espérandieu -molto amico di Botardieu, al quale ha promesso di aiutarlo-.
Tornata a casa dopo questo incidente, trova in terra Joseph stordito, e Albert che pare sia scappato -facendo persino fuggire Edith-. Viene anche rivelato che l'ultima vittima dello pterodattilo era proprio il fratello di Edith, Auguste Rabat-Joie.
Adéle decide, quindi, di partire. Prima Zborowsky, e poi un individuo sconosciuto, però, per telefono la convincono a restare e a recarsi di notte al Jardin Des Plantes. Intanto alcune persone entrano, di nascosto (l'Ispettore Caponi e il cacciatore de St.Hubert) nel parco. Purtroppo Adèle rischia di venire uccisa da un criminale, Lobel, che aveva appena rubato una misteriosa borsa ad un banchiere di Parigi -Mignonneau-, con il collega Lucien Ripol (amico di Adèle). A sua volta Lobel viene ucciso da Albert. Intanto arriva anche lo pterodattilo, il quale porta via con i suoi artigli Lobel. St.Hubert spara, uccidendo l'animale -e di conseguenza il povero Botardieu-. Quindi arrivano anche Ménard e Espérandieu, e quest'ultimo spiega cosa è successo veramente (riguardo alla perdita di Botardieu).
Il mattino dopo, nel Carcere de La Santé, Lucien Ripol viene condannato a morte (viene accusato di aver ucciso il banchiere a cui ha rubato, quando in realtà è stato il collega Lobel). Con una spettacolare mossa, uno pterodattilo porta via Lucien quando sta per essere ghigliottinato.
Il giorno seguente Adèle e Ripol si danno appuntamento di nuovo al Jardin des Plantes. Vengono seguiti, però, da ben tre individui a bordo di un taxi (i primi due a bordo della stessa auto, mentre il terzo da solo). I due vanno, di notte, dentro al museo. Purtroppo, mentre stanno per riprendersi il bottino del furto al banchiere Mignonneau -che si trova sotto lo scheletro dell'iguanodonte-, due individui li fermano.
Sono Albert ed Edith Rabat-Joie. Qui si scopre che anche Albert era al servizio di Lobel. Purtroppo quest'ultimo non sapeva dove fosse il bottino, e quindi si è "appoggiato" alla fuga di Ripol. Lucien tenta di sistemare Albert, ma quest'ultimo lo uccide senza pietà con una pistola. Dopo aver dato le ultime spiegazioni, Albert se ne va via tutto fiero con le borse. Un uomo (il terzo che inseguiva Adèle e Lucien) spara ad Albert, ferendolo gravemente. Si scopre che è proprio Joseph. Questo spiega che Albert voleva a tutti i costi che Ripol fosse libero, così che arrivasse ai soldi. Albert aveva anche avvisato che Adèle sarebbe arrivata al Jardin des Plantes. Quindi è stato Lobel a spingere Adèle dentro la vasca dei coccodrilli.
Joseph, con astuzia, si porta via comunque le borse. Adèle lo lascia avvertendolo: ci rivedremo!
Adèle e Edith lasciano il museo (quest'ultima avverte Adèle che tornerà a Digione dal padre). Un autista, però, offre un passaggio ad Adèle. Sull'auto c'è un uomo, un certo Simon Flageolet, il quale vuole indagare sul contenuto delle valigette prese da Joseph. Il racconto si conclude con una notizia: si parla di misteriose sparizioni a chiunque attraversi il Pont Neuf. Viene introdotto anche il titolo del successivo: Il Demone della Torre Eiffel.

### Il demone della Torre Eiffel
La storia si introduce con un epilogo che ripassa la trama della precedente storia. Poi Adèle decide di recarsi dall'uomo che l'aveva accorsa alla fine dell'episodio precedente, il detective Simon Flageolet. L'investigatore spiega lei cosa intende fare: Flageolet è stato contattato per lettera da alcuni individui, i quali lo avvertono che devono recuperare degli oggetti di inestimabile valore per alcune persone (spiegando che una persona l'ha incontrata alla fermata del metrò di Sèvres - Babylone). Flageolet sa anche che cosa sia l'"oggetto": una statuetta assira raffigurante il demone Pazuzu (Adèle ricorda anche che la stessa statuetta è stata rubata al famoso banchiere Mignonneau). I due sanno che c'è un artista, un certo Pessionier, che usa come soggetti per i suoi dipinti demoni assiri (in particolar modo Pazuzu). Dopo aver visitato l'artista, capiscono che anche quest'ultimo è coinvolto. Mentre escono, però, si vede che Pessionier tiene in casa nascosto Albert, l'ignobile traditore ed assassino di Lucien Ripol.
Quella sera Adèle decide di andare a teatro -visto che fanno un'opera chiamata "Gli ultimi giorni di Babilonia"-. Rimane molto delusa, trovando persino "parte" del complotto dentro l'Opera. Subito dopo si scopre che l'attore protagonista Joseph Montevideo è stato ucciso pugnalato (come nella scena finale dovrebbe essere stato, anche se per finta). Poco dopo Adèle scopre anche della morte di Edith Rabat-Joie, morta proprio mentre tentava di attraversare il Pont Neuf.
La notte Adèle sogna una statuetta, che ricorda di avere visto in un negozio vicino al Louvre. Il giorno dopo scopre che la statuetta è stata venduta a Joseph, e a Flageolet viene chiesto di interrompere le indagini.
Alle porte di Adèle, la stessa sera, arriva un giovane ragazzo mandato da Joseph. Su una carrozza, inseguono i "rapitori" di Joseph, attraversando il Pont Neuf. Due uomini, però (uno dei quali è Albert), danno fuoco alla carrozza di Adèle e del ragazzo con una molotov. Adèle sopravvive, seppur ferita mentre il ragazzo e il cocchiere vengono dati per morti.

## Edizioni

### Edizioni in italiano
- Jacques Tardi, Le straordinarie avventure di Adèle Blanc-Sec - Libro 1, traduzione di Giovanni Zucca, Rizzoli Lizard, 22 settembre 2010, ISBN 978-88-17-04240-6.
- Jacques Tardi, Le straordinarie avventure di Adèle Blanc-Sec - Libro 2, traduzione di Giovanni Zucca, Rizzoli Lizard, 26 gennaio 2011, ISBN 978-88-17-04738-8.